# 1911 Schubart
Schubart (asteróide 1911) é um asteróide da cintura principal com um diâmetro de 80,09 quilómetros, a 3,3235036 UA. Possui uma excentricidade de 0,1661232 e um período orbital de 2 906,29 dias (7,96 anos).
Schubart tem uma velocidade orbital média de 14,91920233 km/s e uma inclinação de 1,64962º.
Esse asteróide foi descoberto em 25 de Outubro de 1973 por Paul Wild.